# Старичани
Старичани (грч. Λακκώματα, до 1927. грч. Σταρίτσανη) је насељено место у општини Рупишта у периферији Западна Македонија, Грчка. Према попису из 2021. године било је 78 становника.
Према бугарском географу и историчару, Василу Канчову, у Старичану је 1900. године живело 350 Словена хришћана. Македонски историчар Тодор Симовски, 1998. године наводи да су Старичани словенско насеље.